# 227033 Adamjmckay
227033 Adamjmckay este o planetă minoră (asteroid), cu un diametru de 3,914 km, din centura de asteroizi. A fost descoperită pe 11 ianuarie 2005 la Wise Observatory⁠(d) de . 
Obiectul prezintă o orbită caracterizată de o semiaxă mare de 3,1247617598925 UAi, o excentricitate de 0,1073185837005, o înclinație de 6,2961954291153 ° în raport cu ecliptica.